# Пенжина
Пе́нжина — река в России. Протекает по территории Пенжинского района Камчатского края.
На реке расположены сёла Манилы (имеется морской порт), Каменское, Оклан, Слаутное, Аянка.

## Гидрография
Длина реки — 713 км, площадь водосборного бассейна — 73 500 км².
Берёт начало на Колымском нагорье, в верхнем течении протекает в глубокой долине, затем — по межгорной котловине. После выхода на Пенжинскую низменность русло разветвляется, меандрирует, ширина реки доходит до 600 метров. В низовье река течёт между Пенжинским хребтом и Окланским плато, её русло ограничено коренными берегами с правого берега. Впадает в Пенжинскую губу в северо-восточной части залива Шелихова Охотского моря, образуя эстуарий. Устье подвержено влиянию крайне высоких приливов, их высота достигает 13,4 метра, что является максимальной величиной для устьев рек России и одной из самых больших в мире.
Среднемноголетний расход воды у 695 м³/с (гидропост с. Каменское), объём стока 21,935 км³/год, слой стока 306 мм, модуль стока 9,7 л/(с×км²). На реке имеется 25 наледей площадью от 2 до 25 км².

### Водный режим
Питание Пенжины преимущественно снеговое (до 65 %) и дождевое (до 25 %). Пик годового стока до 80 % приходится на весенне-летнее половодье, которое начинается в середине мая. Его максимум происходит в июне. Максимальный за многолетний период расход воды половодья 11700 м³/с. Предел колебаний уровней воды в течение года возрастает по длине реки от 410 см до 760 см. Вода спадает в конце июля — начале августа. Летом и осенью бывают дождевые паводки с подъёмом уровней воды до 4 м. Маловодный период начинается в первой половине октября, наименьшие расходы воды (до 21 м³/с) происходит в марте. Река замерзает в середине-конце октября. Толщина льда доходит до 160 см.

### Мутность
Мутность воды в верховье в среднем 30 г/м³. При выходе на равнину она возрастает до 46 г/м³, чему способствует береговой аллювий. В нижнем течении часть наносов переходит в русловые отложения, мутность уменьшается к устью реки до 40 г/м³. Среднемноголетний сток наносов Пенжины около 1 млн т/год. Вода имеет пониженную минерализацию, относится к гидрокарбонатному классу и кальциевой группе.
По данным государственного водного реестра России, относится к Анадыро-Колымскому бассейновому округу.

## Ихтиофауна
В водах Пенжины обитают тихоокеанская и дальневосточная ручьевая миноги, гольян, щука, малоротая и зубастая корюшки, сиг-востряк, чир, сибирская ряпушка, пенжинский омуль, валек, камчатский хариус, горбуша, кета, кижуч, мальма, кунджа, голец Леванидова, налим, девятииглая и трёхиглая колюшки, пестроногий подкаменщик.

## Гидроним
Пенжина известна русским землепроходцам с первой половины XVII века. На первых картах отмечалась как Пяжин, Пензей, Пензина, Пенжень, Пянжина. Название реки является адаптацией чукотского слова пэннын — «место нападения».
Собственно корякское название Мыгыкивэем — «штормовая река».

## Хозяйственное значение
Во время спада половодья по Пенжине возможно судоходство до Слаутного, при особо благоприятных условиях до Аянки.
С учётом огромного потенциала приливных волн предполагается строительство в устье Пенжины сверхмощной ПЭС.
Через реку проходит трёхкилометровая ледовая переправа автодороги Каменское — Манилы.

## Притоки
Объекты перечислены по порядку от устья к истоку.
- 97 км: Оклан
- 105,6 км: река без названия
- 106,2 км: Островковая
- 108 км: река без названия
- 111,5 км: река Аковская
- 112,5 км: река без названия
- 132 км: Горелая
- 140 км: Надхоминая
- 141 км: Чёрный Куюл
- 144 км: Омутная
- 160 км: Куюл
- 164 км: Дзубья
- 167 км: река без названия
- 179 км: река без названия
- 184 км: река без названия
- 192 км: водоток протока Кедровая
- 207 км: Никлекуюл
- 221 км: Сухой
- 231 км: Безымянная
- 232 км: река без названия
- 251 км: Прямой
- 253 км: водоток протока Родниковая
- 256 км: Словутная
- 271 км: река без названия
- 294 км: Моховой
- 306 км: Чёрная, Кэваниокат, Лев. Кэваниокат
- 358,9 км: Мургаль
- 359,4 км: река без названия
- 368 км: река без названия
- 369 км: Бунтуна
- 374 км: Тополевка
- 375 км: ручьи Лесная, ручей Левый Лесной
- 381 км: Малый Мургаль
- 384 км: река без названия
- 387 км: река без названия
- 397 км: Андавеем
- 398 км: Энминды
- 404 км: Хиузная
- 422 км: река без названия
- 428,9 км: Гивухейвеем
- 429,2 км: Малый Кубавеем
- 440 км: Кургучан
- 447 км: река без названия
- 452 км: Нибарчен
- 458 км: Шумный
- 474 км: река без названия
- 478 км: Кубавеем, Холоховчан
- 479 км: Баркасная
- 484 км: река без названия
- 487 км: Сохатый
- 495 км: река без названия
- 497 км: Ивувовчан
- 501 км: Ичиген
- 504 км: река без названия
- 512 км: Горелый
- 519 км: Аянка, Малая Аянка
- 526 км: Улавовчан
- 537 км: Авнавлю
- 545 км: Глухой
- 549 км: Кустарниковая
- 553 км: Безымянная
- 554 км: Озёрная
- 556 км: река без названия
- 562 км: Баранья
- 566 км: Светлая
- 567 км: Шайбовеем
- 578 км: река без названия
- 593 км: река без названия
- 594 км: Уттавеем
- 597 км: река без названия
- 599 км: Кустарниковая
- 604 км: Куньовеем
- 618 км: река без названия
- 628 км: Акаткевеем
- 645 км: Миритвеем
- 653 км: Вилюйка
- 659 км: Канай
- 665 км: Оленья
- 670 км: река без названия
- 672 км: Гирявеем
- 681 км: Цепьозерная
- 684 км: река без названия
- 690 км: река без названия
- 700 км: Каменик

## Галерея

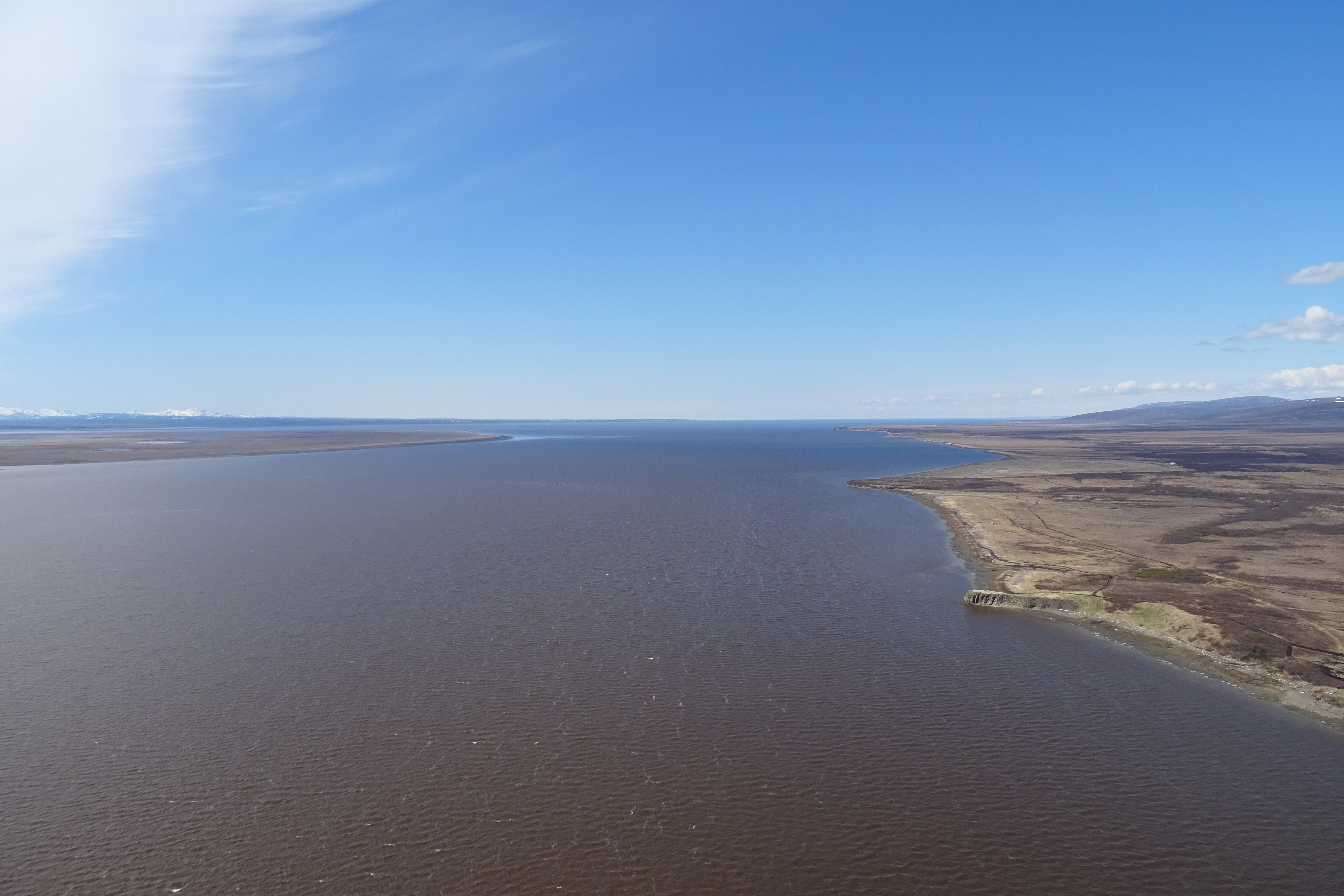
Устье реки
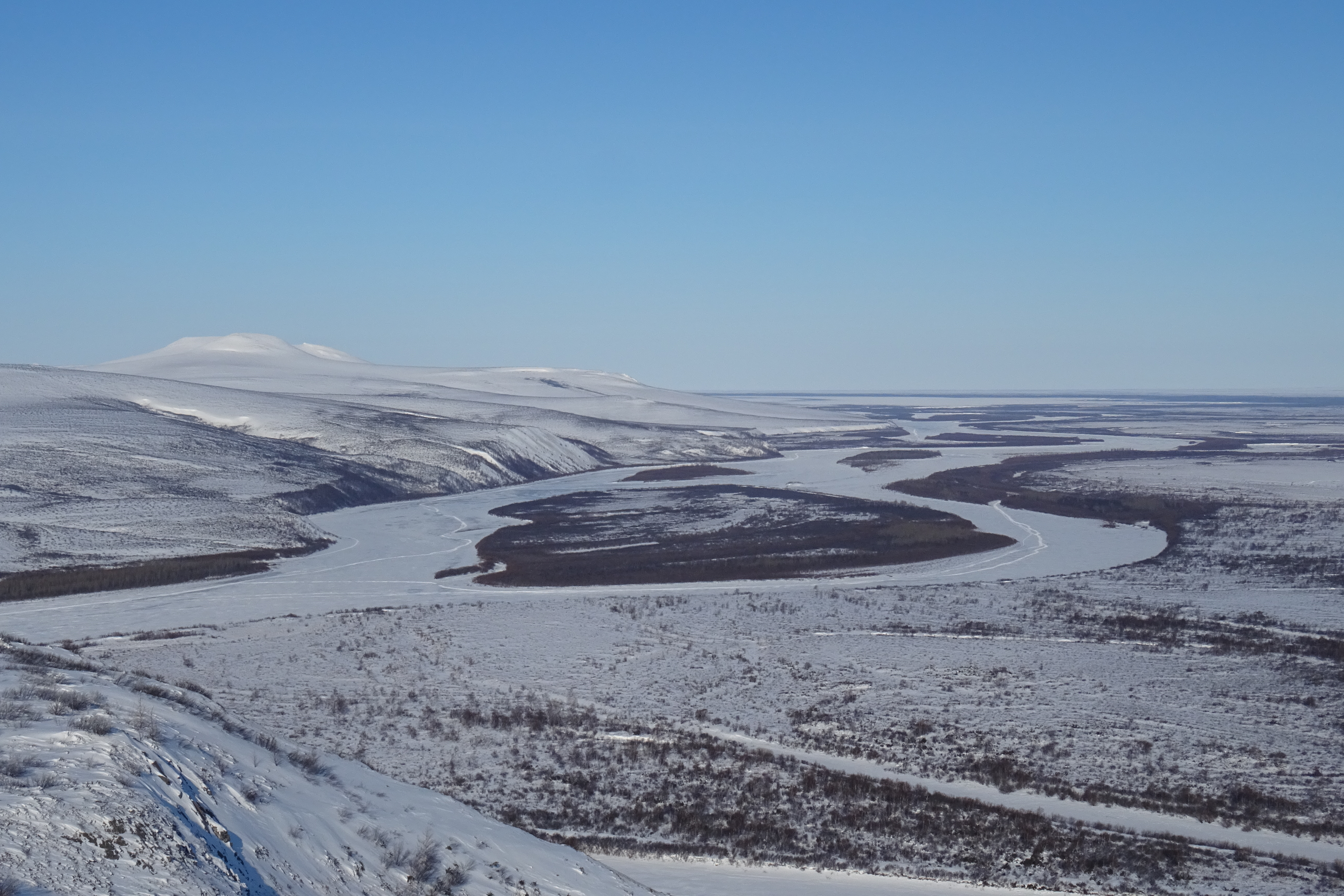
Пенжина в Каменском
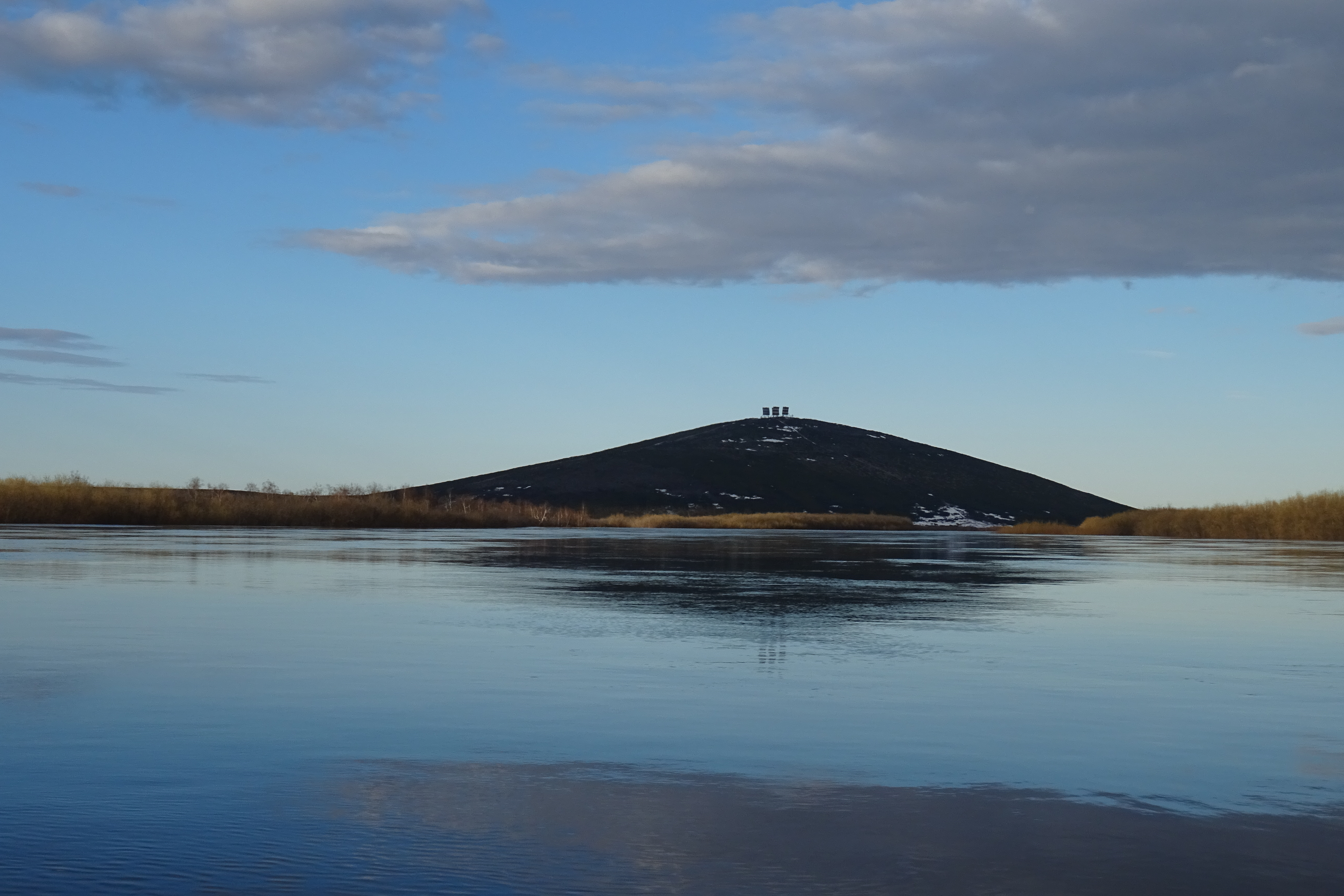
Среднее течение реки, ТРРС 6/104 "Киев"